# Retable Pucci
Le retable Pucci (Pala Pucci) est une peinture à l'huile sur bois, datant d'environ 1518, réalisée par le peintre toscan Jacopo Carucci, dit le Pontormo. L'œuvre qui mesure 214 × 195 cm est exposée dans l'église san Michele Visdomini à Florence. C'est la plus grande de Pontormo.

## Historique
Le commanditaire du retable est Francesco Pucci, gonfalonier de la République et partisan des Médicis qui, dans son testament de 1517, alloue, quelques mois avant sa mort, une somme de 500 florins pour la construction d’une chapelle « dédiée à son bien-aimé saint Joseph ».
La peinture comporte la date 1518 en bas à gauche sur le livre ouvert sur les genoux de  saint Jean.
Pontormo signe ainsi son manifeste maniériste par ce tableau que Giorgio Vasari commente ainsi « le retable est le plus beau tableau jamais peint par cet artiste si rare. »
Lors de la restauration de l'œuvre en 2012, en vue de la préparation de l'exposition Pontormo et Rosso : les chemins divergents du maniérisme devant se dérouler du 8 au 20 juillet 2014 au palais Strozzi, un dessin préparatoire fut découvert en haut de l'emplacement du retable.

## Description
En rupture avec la composition admise d'une Conversation sacrée, le Pontormo n'organise pas, autour du noyau central de la Vierge à l'Enfant, les personnages complémentaires en pyramide, selon la tradition florentine, mais les disperse sur toute la surface de la peinture.
Tandis que saint Joseph, au centre, tient Jésus dans ses mains, saint Jean évangéliste est représenté assis sur un bloc de pierre à gauche et saint François d'Assise à genoux en prière sur la droite. C'est probablement saint Jacques le Majeur qui est debout sur la droite, affichant un regard frontal, selon le principe de l'autoportrait, celui du Pontormo. 
Le choix de Jacques le Majeur par l'artiste (Jacopo Carucci) pourrait aussi s'expliquer par l’importance que le Protoévangile qui lui est attribué accorde à l'enfance du Christ et aux soins paternels prodigués par Joseph.

## Analyse
Le Pontormo invente de nouveaux systèmes jouant sur un autre traitement des lignes de force, en annonçant le propos maniériste par les corps aux attitudes forcées, certains figés d'autres en mouvement, avec des visages aux expressions exagérées. Les regards même sont dispersés : Joseph et saint Jean suivent une direction hors champ donnée par la main de la Vierge, saint Jacques regarde le spectateur, saint François regarde la Vierge qui elle reste neutre. Les vieillards sont tristes, les enfants enjoués.
La perspective Renaissance n'est traitée que dans quelques éléments visibles d'architecture des appuis de la niche en abside derrière la Vierge et de son creux sombre, masqué par une tenture que deux angelots découvrent.